# Perizoma fasciata
Perizoma fasciata là một loài bướm đêm trong họ Geometridae.